# 中国人民解放军陆军兵种大学
中国人民解放军陆军兵种大学是中华人民共和国的一所军事院校，隶属中国人民解放军陆军，校本部位于安徽省合肥市，于2025年成立。

## 沿革

### 陆军装甲兵学院及其前身

原中国人民解放军陆军装甲兵学院院徽

#### 中国人民解放军装甲兵学院
- 1950年，中国人民解放军坦克第一师第三团改建中国人民解放军坦克学校。1950年9月1日，坦克学校在天津光明电影院召开成立大会暨开学典礼[1][2]。原校址在天津市马场道和大王庄两地，后因驻地分散及缺乏训练场地等因素，分批迁至北京市长辛店[3]。
- 1951年3月，更名中国人民解放军第一战车学校[3]。校长许光达兼任。副校长唐金龙，三反运动由吴林焕接任，副政委是罗通。各类人员的伙食标准有：西餐灶(苏联顾问)、坦克灶(学员)、陆军基本一类灶(即普通大灶)、工厂灶(坦克修理灶)、小灶(学校团以上干部及教授)、中灶(教授以下教员)等。每天八个课时，晚餐后两个小时自习。共有十三个学员队和一个轮训队，分为指挥员训练队和机械生队。十二队是唯一的机械生队，以技术勤务为主、学员入校文化程度测验较高，开课程为：战术、射击、技术、通讯、军事地形学、工兵、军事化学、机械制图。技术课程主要是坦克的构造、发动机四大系统的结构及各部配件的工作原理，驾驶与修理，车、钳、铆、电焊，所学的坦克种类是：42吨重的斯大林2号重型坦克、32吨重的T—34中型坦克、16吨重的轻型自行火炮等苏联正在服现役的装备。驾驶科目则是先在各种类型的汽车、和战争年代缴获的日式坦克上进行辅助车辆的驾驶训练，然后转为坦克的正式驾驶。1952年4月，副总参谋长粟裕、装甲兵司令员许光达陪同朱德视察第一战车学校。
- 1953年3月，更名中国人民解放军第一坦克学校[3][4]。
- 1969年2月，撤销第一坦克学校[3]。
- 1978年12月，经中央军委批准，重建为中国人民解放军坦克学校，位于安徽省宿县[1]。校長白連，副校長朱海峰，教练团部队長陈森林。
- 1982年7月，迁至安徽省蚌埠市[1]。校長朱海峰。
- 1986年6月，升格中国人民解放军蚌埠坦克学院[1]。
- 2011年11月，升格中国人民解放军装甲兵学院，副军级[1]。是培养全军装甲兵部队军事指挥与参谋人才的兵种任职教育院校，主要承担生长干部任职培训、现职干部任职培训、现职干部轮训、研究生教育等培训任务，同时承担培养来自20余个国家的外国留学生及部分外授装备接装培训任务[5]。
- 2016年，在深化国防和军队改革中，由中国人民解放军总参谋部军训和兵种部转隶中国人民解放军陆军[6]。

#### 中国人民解放军装甲兵工程学院
- 1961年，以中国人民解放军军事工程学院装甲兵工程系为基础，在西安组建中国人民解放军装甲兵工程学院[7]。
- 1969年，装甲兵工程学院、第二坦克学校、第五坦克技术学校（部分）合并，在北京组建中国人民解放军坦克技术学校。是全军首批对外开放单位之一，1971年起开始培训外国留学生[7]。
  - 中国人民解放军第二坦克学校：1952年，步兵第一八四师直属部队、坦克第二十六师直属部队一部、坦克第五十一团修理连、坦克第五十二团大部合并，组建中国人民解放军第二战车学校。1953年，更名中国人民解放军第二坦克学校。1969年撤销建制，部分改编坦克第十二师，大部分参与组建中国人民解放军坦克技术学校。
- 1976年，更名中国人民解放军装甲兵技术学校[7]。
- 1978年，升格中国人民解放军装甲兵技术学院[7]。
- 1986年，更名中国人民解放军装甲兵工程学院[7]。副军级。装甲兵工程学院是全国重点工科院校，“十一五”期间军队“2110工程”重点建设院校[7]。
- 1999年5月，由中国人民解放军总参谋部转隶中国人民解放军总装备部[7]。
- 2004年，装甲兵技术研究所并入。
- 2016年，在深化国防和军队改革中，由中国人民解放军总装备部转隶中国人民解放军陆军[8]。

#### 中国人民解放军陆军装甲兵学院士官学校

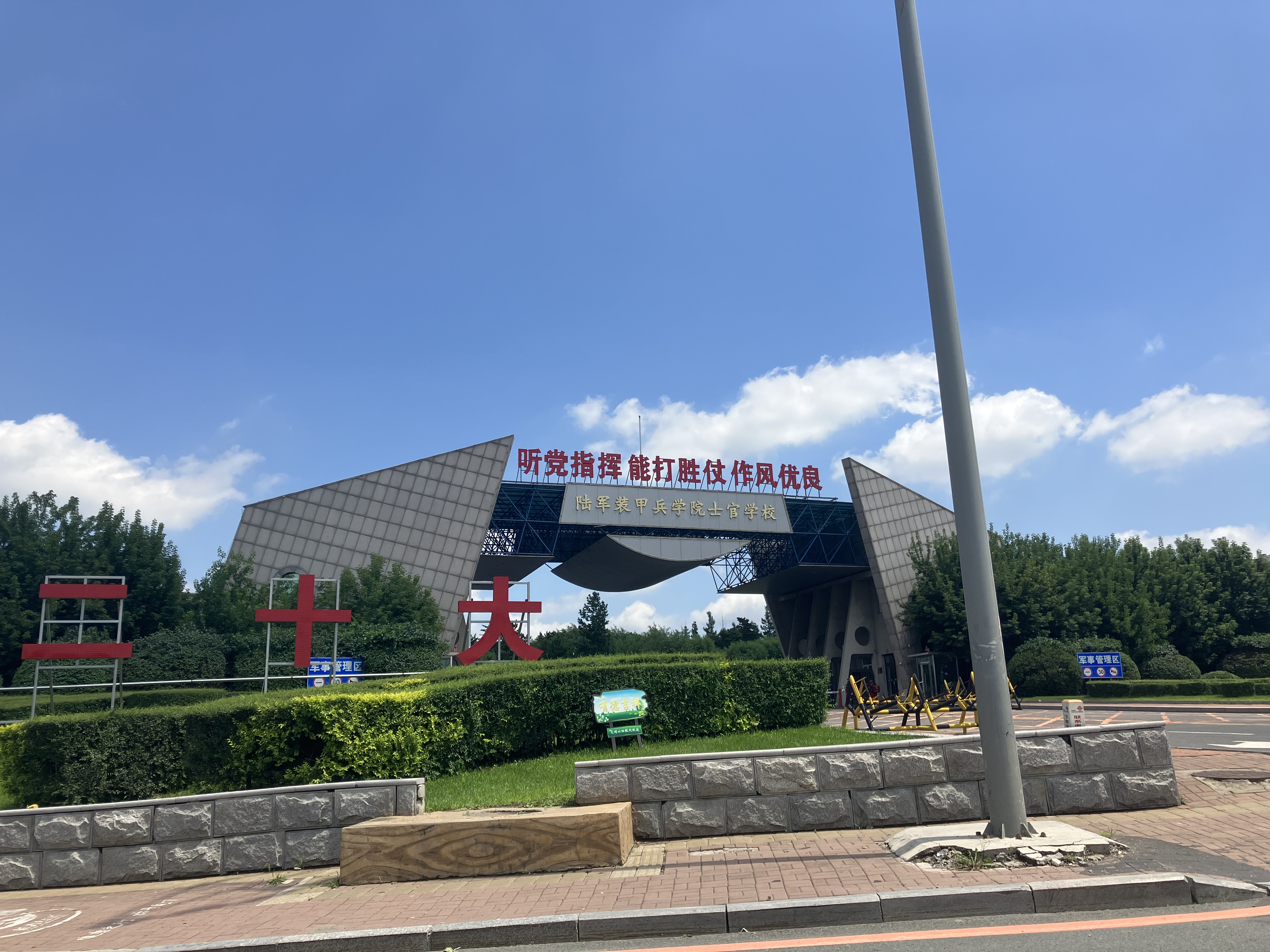
原陆军装甲兵学院士官学校校门

- 1951年12月13日，在吉林省长春市拉拉屯成立中国人民解放军战车第三编练基地。后体制多次调整，依次更名为中国人民解放军第三战车编练基地、中国人民解放军第三坦克编练基地、中国人民解放军装甲兵第三编练基地、中国人民解放军长春装甲兵技工学校[9]。
- 1959年4月1日，经中国人民解放军总参谋部批准，长春装甲兵技工学校更名中国人民解放军第五坦克技术学校。任务是为装甲兵培养各种坦克修理人才。培训干部学制2至3年，培训士兵学制8个月[9]。
- 1969年2月3日，撤销第五坦克技术学校[9]。
- 1978年1月20日，遵照中央军委命令，在原第五坦克技术学校旧址上重建中国人民解放军装甲兵技术学校。任务是培训和轮训装甲兵连排使用干部和修理干部。培训任务学制2年，轮训任务学制6至8个月[9]。
- 1992年，更名中国人民解放军装甲兵技术训练班。
- 1993年，更名中国人民解放军装甲兵技术学校。
- 1999年，升格中国人民解放军装甲兵技术学院。正师级。
- 2016年，在深化国防和军队改革中，由中国人民解放军总装备部转隶中国人民解放军陆军[10]。
- 2017年，以原中国人民解放军装甲兵学院、中国人民解放军装甲兵工程学院、中国人民解放军装甲兵技术学院为基础重建中国人民解放军陆军装甲兵学院[11]。中国人民解放军陆军装甲兵学院士官学校为原中国人民解放军装甲兵技术学院，位于吉林省长春市经济技术开发区[12]。2017年8月1日中国人民解放军建军纪念日，中国人民解放军陆军装甲兵学院举行揭牌仪式，该院蚌埠校区、士官学校同步举行揭牌活动[13]。

#### 中国人民解放军陆军装甲兵学院
- 2017年，以原中国人民解放军装甲兵学院、中国人民解放军装甲兵工程学院、中国人民解放军装甲兵技术学院为基础重建中国人民解放军陆军装甲兵学院[14]。是培养装甲兵指挥、参谋、技术保障军官和指挥管理、维修保障士官的综合性高等教育院校。院本部为原中国人民解放军装甲兵工程学院，位于北京市丰台区卢沟桥畔；蚌埠校区为原中国人民解放军装甲兵学院，位于安徽省蚌埠市蚌山区；士官学校为原中国人民解放军装甲兵技术学院，位於吉林省长春市经济技术开发区。2017年8月1日中国人民解放军建军纪念日，中国人民解放军陆军装甲兵学院举行揭牌仪式，该院蚌埠校区、士官学校同步举行揭牌活动[15]。

### 陆军炮兵防空兵学院及其前身

原中国人民解放军陆军防空兵炮兵学院院徽

#### 中国人民解放军陆军军官学院
- 1977年，中央军委决定新建中国人民解放军炮兵技术学院。筹备工作随即展开。隶属中国人民解放军总参谋部直接领导，执行军级职权[16]。
- 1978年，经中央军委批准，由河南郑州迁至安徽合肥[16]。
- 1986年，更名中国人民解放军合肥炮兵学院。
- 1999年7月，中央军委主席江泽民签署命令，原中国人民解放军合肥炮兵学院和中国人民解放军南京炮兵学院合并组建中国人民解放军炮兵学院[17]。学院本部在合肥，在南京设分院。
- 2011年8月改建为中国人民解放军陆军军官学院。同时南京分院（原南京炮兵学院部分）独立，恢复为中国人民解放军南京炮兵学院。
- 2016年，在深化国防和军队改革中，由中国人民解放军总参谋部转隶中国人民解放军陆军[18]。

#### 中国人民解放军南京炮兵学院
- 中国人民抗日军政大学四分校演变为华东军事政治大学炮兵大队。
- 1947年3月，华东军事政治大学炮兵大队分出，改建华东特种兵纵队特科学校（简称“特纵特科学校”），在山东省沂水县满堂坡成立[19][20]。先后参与济南战役、淮海战役等[19]。
- 1949年1月，进驻江苏省徐州市九里山。1949年5月，进驻南京市汤山，接收原中华民国陆军炮兵学校校址。1949年11月，学校由团扩大为师的编制[20]。
- 1950年12月15日，更名华东军区炮兵学校[20]。
- 1951年3月10日，中央军委电令，更名中国人民解放军第三炮兵学校。后改归中央军委建制[20]。
- 1956年2月，更名中国人民解放军南京炮兵学校[20]。
- 1957年，学院开始担负外训和迎外任务[20]。
- 1969年12月，撤销南京炮兵学校[20]。
- 1974年，在南京恢复组建中国人民解放军炮兵学校。1975年3月开学。隶属军委炮兵（1982年9月改属中国人民解放军总参谋部炮兵部）[20]。
- 1977年底，更名中国人民解放军第一地面炮兵学校[20]。
- 1986年7月，升格为中国人民解放军南京炮兵学院[20]。
- 1999年，与合肥炮兵学院、淮安炮兵学院合并为中国人民解放军炮兵学院，作为南京分院[19]。

- 1955年5月，中共炮兵党委根据中央军委关于组建军兵种学院的指示，成立中国人民解放军炮兵学院筹备委员会[21]。
- 1956年6月9日，军委5号文件批复，确定以南京军事学院炮兵系为基础分建炮兵学院。除军事学院炮兵系外，还抽调原军委炮兵学校、高级炮兵学校的部分教员骨干和炮兵学院筹备组一起，组成中国人民解放军炮兵学院[19][21]。
- 1957年7月9日，中华人民共和国国防部向全军发出电令，中国人民解放军炮兵学院正式成立。隶属军委炮兵领导，院址河北省张家口市宣化镇。1957年8月，授予兵团级军旗一面[21]。
- 1969年2月19日，根据军委办事组《军队院校调整方案》中关于“指挥院校一律撤销”的规定，军委炮兵于1969年12月17日撤销炮兵学院[21]。
- 1970年1月，炮兵学院成立留守处[21]。
- 1974年4月，中央军委决定在原炮兵学院旧址恢复筹建炮兵军政干部学校。同年6月15日，军委炮兵颁发命令：中国人民解放军炮兵军政干部学校成立。并授予军级军旗一面[21]。
- 1977年11月28日，炮兵军政干部学校改称中国人民解放军炮兵学院。院址不变，仍在宣化[21]。
- 1986年6月9日，根据中央军委（1986）七号文件精神，中国人民解放军炮兵学院改称中国人民解放军炮兵指挥学院[19][21]。
- 1992年，根据中央军委1992年九号文件“全军院校编制体系调整改革方案”，将炮兵指挥学院由中级指挥院校调整为初级院校，更名为中国人民解放军宣化炮兵学院。授予师级军旗一面[21]。
- 1993年6月，总参谋部颁发命令，将宣化炮兵学院恢复为中国人民解放军炮兵指挥学院。授予军级军旗一面[21]。
- 2004年，廊坊陆军导弹学院并入，成为其廊坊校区。
  - 廊坊陆军导弹学院前身是1978年11月成立的炮兵导弹训练团，1979年4月扩建为炮兵导弹训练基地，1983年6月改建为炮兵导弹学校，1986年6月更名为廊坊炮兵导弹学校，1993年6月更名为中国人民解放军廊坊陆军导弹学院。

- 2011年11月，中央军委命令，炮兵指挥学院、炮兵学院南京分院合并组建中国人民解放军南京炮兵学院，级别定为副军级，校址定于南京市江宁区汤山镇。2011年11月5日，南京炮兵学院正式组建成立，中国人民解放军总参谋长助理陈勇中将为南京炮兵学院成立授旗[19][21]。
- 2016年，在深化国防和军队改革中，由中国人民解放军总参谋部转隶中国人民解放军陆军[22]。

#### 中国人民解放军防空兵学院
- 1949年9月28日，创建中国人民解放军防空学校。校址沈阳市[23]。
- 1951年6月，更名中国人民解放军高射炮兵学校。1959年4月，迁至江苏省南京市孝陵卫原高级步兵学校校址。1962年9月缩编，迁至湖北省武昌，与炮兵工程学院对换校址[24]。1962年8月由南京迁至武昌张之洞路13号，隶属中央军委炮兵[25]。
- 1969年9月，撤销高射炮兵学校，在武汉设留守处[25]。

- 1951年5月21日，中南军区根据中央军委命令，在河南省组建中国人民解放军第四炮兵学校，执行师级权限[26]。
- 1956年2月4日，国防部命令第四炮兵学校改为中国人民解放军郑州炮兵学校[26]。
- 1969年2月19日，撤销郑州炮兵学校[26]。

- 1970年4月1日，奉中央军委命令，在江苏省南京市汤山成立中国人民解放军炮兵技术学校，同年11月迁驻河南省郑州市。是隶属军委炮兵部领导的师级学校[26]。
- 1974年1月，军委炮兵部根据中央军委和总参谋部指示，将炮兵技术学校调整为中国人民解放军高射炮兵学校，并授师级军旗一面[25][26]。
- 1986年7月，根据中央军委命令，将高射炮兵学校改称中国人民解放军高炮学院，担负培养陆军高炮部队初级指挥军官和外国军事留学生的任务[26]。
- 1999年，更名中国人民解放军郑州防空兵学院。
- 2004年5月，根据中央军委命令，以郑州防空兵学院为基础，合并炮兵指挥学院、廊坊陆军导弹学院的防空兵专业，组建中国人民解放军防空兵指挥学院，定位为中级任职教育院校，由正师级升格为副军级[23]。
- 2011年9月，更名中国人民解放军防空兵学院[23]。
- 2016年，在深化国防和军队改革中，由中国人民解放军总参谋部转隶中国人民解放军陆军[27]。

#### 中国人民解放军陆军炮兵防空兵学院
- 2017年，在深化国防和军队改革中，以解放军陆军军官学院、南京炮兵学院、防空兵学院、沈阳炮兵学院为基础组建中国人民解放军陆军炮兵防空兵学院，副军级。本部位于安徽省合肥市[28][29][30]。2017年8月8日，陆军炮兵防空兵学院校名揭牌仪式在合肥举行，院长赵天翔讲话，政委王志安宣布仪式开始，副院长段明福主持仪式，副政委兼纪委书记王任健等学院及机关领导出席仪式，安徽省人民政府副省长谢广祥、中国人民解放军安徽省军区副司令员卢信允、武警安徽省总队政委卢凌保、中共合肥市委副书记、市长凌云等领导同该院院长赵天翔、政委王志安共同为学院校名揭幕[31]。

### 陆军兵种大学
2025年5月15日，中华人民共和国国防部例行记者会发布消息：为了贯彻落实中共二十届三中全会精神，适应军兵种结构布局调整和军事人才培养需要，中央军委决定，以陆军装甲兵学院、陆军炮兵防空兵学院为基础组建陆军兵种大学，校本部位于安徽省合肥市，面向社会招收普通高中毕业生，招生专业、招生数量等信息待公布。
2025年6月28日，陆军兵种大学正式成立。

## 介绍
经中央军委批准，2025年5月，陆军兵种大学由原陆军装甲兵学院和炮兵防空兵学院为基础调整组建，是全军唯一一所面向装甲兵、炮兵、防空兵培养主战兵种人才的大学，是“陆战之王”成长的摇篮、“铁血战神、空疆卫士”培养的沃土。
作为历经战火洗礼的知名高校和胜战先锋成长的军事殿堂，办学历史可追溯到“延安炮校”和“哈军工”，80余载风雨历程，形成了“为党铸魂、向战砺剑”育人理念和“军政兼优、指技兼融”人才培养特色，为部队输送了数万名高素质军事人才。伴随改革强军新征程，大学被全新定位赋能，承载着新时代一流军事人才培养先行试点重任。
大学横跨5省6市，校本部坐落于安徽合肥，办学积淀厚重，环境条件优越，育人成果丰硕，将为广大青年学子成长为未来共和国军官提供坚实支撑和广阔舞台。大学承接建设5个博士后科研流动站、6个一级学科博士学位授权点、4个一级学科硕士学位授权点、8个专业学位授权类别以及24个本科教育专业，形成涵盖军事学、工学、管理学多门类学科专业布局。
大学建有5个国家级、13个军队级重点实验室，拥有以院士领衔、国家军队教学名师和科技领军拔尖人才为骨干的晓战教战人才方阵，近年来获国家和军队（省部）级科技奖120余项、教学成果奖110余项。。